# Cosmopterix madeleinae
Cosmopterix madeleinae là một loài bướm đêm thuộc họ Cosmopterigidae. Loài này có ở quần đảo Galapagos.
Cá thể trưởng thành được ghi nhận từ cuối tháng 1 tới cuối tháng 5 và vào tháng 10. Có lẽ có hơn một lứa mỗi năm.